# Lluís Calvo
Lluís Calvo i Guardiola (Zaragoza, 27 de mayo de 1963) es un poeta, escritor y ensayista español en catalán.

## Biografía
Estudió Geografía, pero trabaja como técnico cultural. Además de la creación literaria, colabora habitualmente en medios de comunicación y en revistas científicas y culturales (como el Diari de Barcelona, Avui, El País, Descobrir Catalunya, Caracters y Rels). Se define como ecléctico, y entiende la poesía como una manera de entenderse a sí mismo, de experimentarse y de reiventarse constantemente. Su obra ha sido traducida al español, al italiano y al polaco.

## Novelas
- 1999 - Aconitum Barcelona: Edicions 62, 1999
- 2001 - Electra i la carretera. Barcelona: Destino
- 2004 - L'expulsió del paradís. Barcelona: Destino
- 2014 -  L'endemà de tot. Barcelona, Raig Verd

## Poesía
- Veïnatge d'hores. Barcelona: El Mall, 1987
- A contrallum. Barcelona: Columna, 1989
- Vida terrenal. Barcelona: Columna, 1991
- Jardí d'una ciutat deserta. Calafell: Ayuntamiento, 1992
- La llunyania. Barcelona: Quaderns Crema, 1993
- El món que respirava pels ulls. Barcelona: Columna, 1996
- L'estret de Bering. Barcelona: Edicions 62, 1997
- Opus spicatum. Lerida: Pagès, 2000
- Omissió: l'u de la u. Gaüses (Vilopriu): Llibres del Segle, 2001
- El buit i la medusa. Barcelona: Proa, 2002
- La tirania del discurs: protoversos i electropoemes. Lerida: Pagès, 2003
- Andrómeda espiral: els bumerangs de Villa Chigi. Vic: Emboscall, 2005
- Al ras. Catarroja: Ed. Perifèric, 2007
- Última oda a Barcelona (con Jordi Valls i Pozo). Santa Coloma de Gramenet: La Garúa, 2008
- Cent mil déus en una cau fosc. Barcelona: Proa, 2008
- Col·lisions. Valencia: 3i4, 2009
- Estiula. Barcelona: Labreu Edicions, 2011
- Selvàtica. Palma: Lleonard Muntaner, Editor, 2015
- Llum a l'arsenal. Palma: Lleonard Muntaner, Editor, 2017

## Ensayos
- Baules i llenguatges. València: 3i4, 2011.
- Les interpretacions. Pollesa: Ed. del Salobre, 2006

## Artículos literarios
- "Carles Hac Mor: un clàssic del capgirament", dins Epítom Carles Hac Mor. El poeta és un ésser humà en procés d'esdevenir ca, Lleida, Institut d'Estudis Ilerdencs, 2010.
- "La victòria de la vida, el triomf del poema", http://laianogueraclofent.files.wordpress.com/2011/04/victc3b2ria-de-la-vida.pdf, text de la presentació del llibre Triomf de Laia Noguera (llibreria Pròleg, març 2010).
- "Llum, més llum: les escriptures de Joan Ponç", dins Joan Ponç, Diari d'artista i altres escrits, Barcelona, Edicions Poncianes, 2009.
- "Somnis de contagi: utopia i modernitat en l'obra de Bartra", dins D. Sam Abrams (ed), Foc i mesura. Tres lectures de l'obra d'Agustí Bartra, Barcelona, Editorial Uoc, 2009.
- "Barcelona: centre i perifèria", Cultura, Generalidad de Cataluña, núm. 4, juliol 2009, pp. 116-135.
- "Maria Mercè Marçal o la fusió dels pols: cos, alteritat, desig", dins La poesia de Maria-Mercè Marçal, Vic, Reduccions, revista de poesia, març de 2008, núm. 89-90, pp. 90-119.
- "La nostra ànima és una gossa perduda: aproximació al diàleg entre realitat i transcendència en l'obra de Màrius Sampere", dins L'única certesa... Primer Simposi Màrius Sampere, Barcelona, Publicacions de l'Abadia de Montserrat, 2008, pp. 129-145.
- "Tombades, xucladors", dins Els Marges, L'Avenç, Barcelona, núm. 86, 2008, p. 13.
- "El pensament alemany i el catalanisme", dins Carrers de frontera. Passatges de la cultura alemanya a la cultura catalana (a cura d'Arnau Pons i Simona Skrabec), Barcelona, Institut Ramon Llull, 2007, pp. 64-69.
- "Joan Vinyoli: el separat l'"outsider", dins I cremo tot en cant, Actes del 1r Simposi Internacional Joan Vinyoli, Barcelona, Publicacions de l'Abadia de Montserrat, 2006, pp. 129-135.
- "La literatura digital des de la poesia", dins L'escriptura i el llibre en l'era digital, Barcelona, KRTU-Generalidad de Cataluña, 2006, p. 225-228.
- Miserere!. Companyia Tetrateatre, San Cugat del Vallés: Sala Capitular del Monasterio, 2000

## Premios literarios
- Amadeu Oller de poesia, 1987: Veïnatge d'hores
- Miquel Martí i Pol, 1988: A contrallum
- Miquel de Palol de poesía, 1990: Vida terrenal
- Salvador Espriu de poesía de Calafell, 1991: Jardí d'una ciutat deserta
- Mercè Bayona de poesía, 1992: La llunyania
- Josep M. López Picó de poesía, 1995: El món que respirava pels ulls
- Joan Alcover de poesia, 1996: L'estret de Bering
- Maria Mercè Marçal, 2000: Opus spicatum
- Flor Natural en los Juegos Florales de Barcelona, 2002: El buit i la medusa
- Rosa Leveroni de poesía, 2007: Cent mil déus en un cau fosc
- Octubre de Poesia - Vicenç Andrés Estellés, 2009: Col·lisions
- Crítica Serra d'Or, 2012: Estiula

## Poemas publicados en antologías
- "Poetes catalans", dentro L'Àrbre à paroles. Automne 2010, núm. 149. Selección de Josep M. Sala-Valldaura. Traducción de Nathalie Bittoun-Debruyne, Maison de la Poésie d'Amay.
- 4.ª Festa de la Poesia a Sitges 2010, Sitges, Llibres de Terramar, 2010.
- Poems & blogs. Poetes a la xarxa. Recull de blogs poètics, Vilafranca del Penedès, 2010.
- Premis de Poesia Miquel Martí i Pol, Vic, Eumo Editorial-Ajuntament de Roda de Ter, 2009.
- Ferro. Barcelona: Labreu, 2009 (edició no venal)
- Allò de dintre. Barcelona: Edicions Poncianes, 2009
- Imparables. Barcelona: Edicions Proa, 2004.
- Barcelona. 60 poemes des de la ciutat. Vic: Eumo, 2004.
- Singulars d'un plural. Antologia del VIII Festival de Poesia de Girona. Girona: Diputació de Girona, 2003.
- T'estimo... Més de cent poemes d'amor i de desig. Vic: Eumo, 2002.
- Paté de pedra, Vic: Emboscall, 2002.
- Terres, ponts, paisatges. Barcelona: Publicacions de la Residència d'Investigadors, 2002.
- Generacions. Vic: Eumo, 2001.
- 25 poetes del premi Amadeu Oller 1964-1989. Barcelona: Edicions de la Magrana, 1989.
- Bosc de Colobres. Premis "Baix Camp" 1986. Reus: Col•lecció Escornalbou. Òmnium Cultural, 1986.